# Сухур

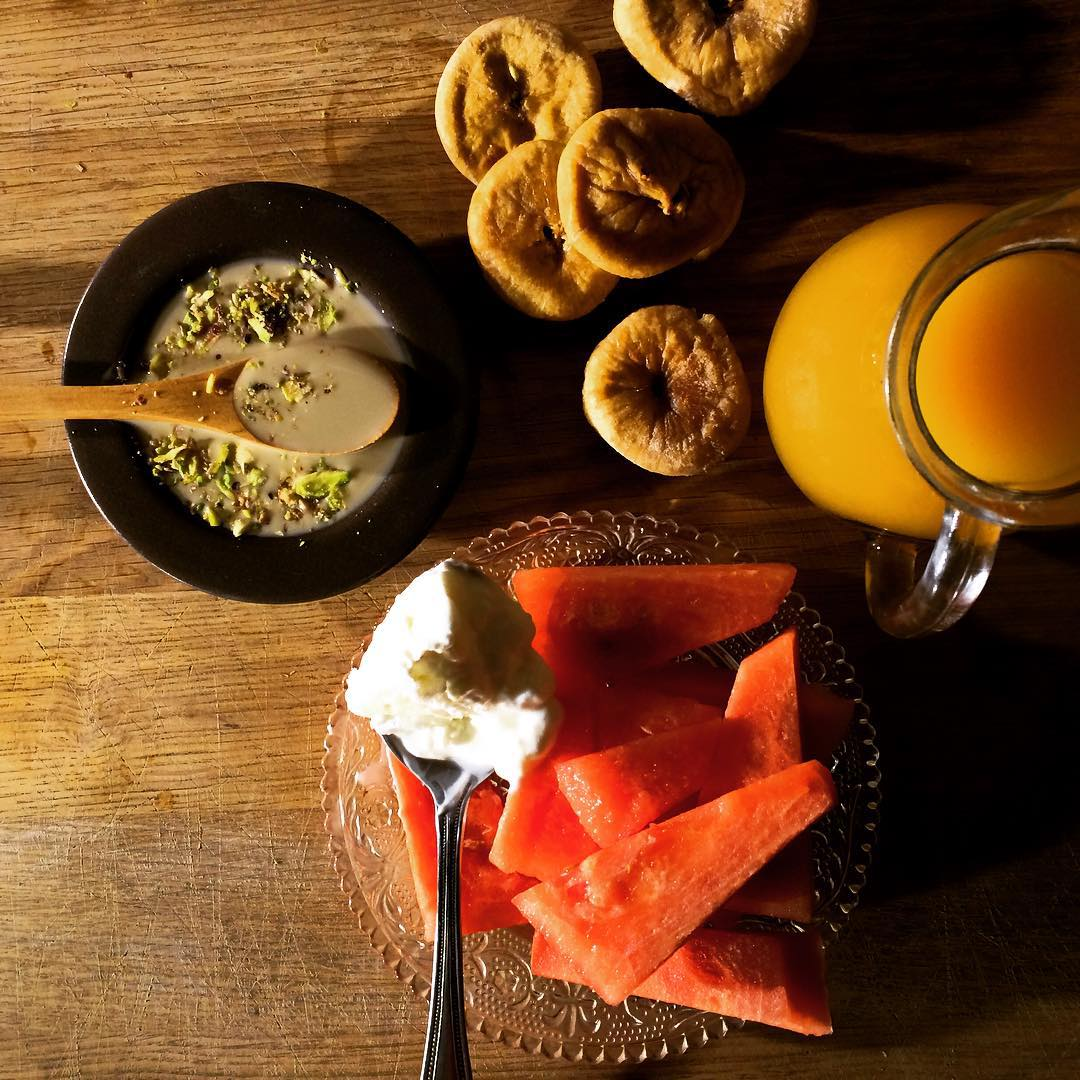
Приклад йорданського столу сухур

Сухур (араб. سحور, кириліз.: сахур, латиніз. /səˈhɜːr/, досл. «перед світанком, досвітнє приймання їжі»), також відомий як сахарі, сахрі або сехрі (перс. سَحَری, трансліт. сахарі) — це приймання їжі, яку мусульмани споживають рано вранці перед початком посту (сауму), до настання світанку, як у ісламський місяць Рамадан, так і поза його межами. Їжу споживають перед молитвою фаджр. Сухур є відповідником іфтару — вечірнього приймання їжі під час Рамадану, і разом із ним замінює традиційні три приймання їжі на день (сніданок, обід і вечерю), хоча інколи вечерю також споживають після іфтару пізніше вночі.
Оскільки це останнє приймання їжі перед початком щоденного посту з настанням світанку, ісламські традиції надають сухуру особливого значення, розглядаючи його як благословення, що допомагає уникнути дратівливості або слабкості, викликаної тривалим постом. Згідно з хадисом зі збірки Сахіх аль-Бухарі, Анас ібн Малик передав слова Пророка: «Вживайте сухур, адже в ньому є благословення».
Сухур — це важливий елемент посту, який вважається рекомендованим пророком вчинком. Тому сухур — це не лише споживання їжі задля підтримки організму, а й акт поклоніння.

## Час приймання їжі
Сухур закінчується до початку часу намазу Фаджр (за 30 хвилин).
Припинення Сухура саме за тридцять хвилин до настання ранкового намазу рекомендовано для того, щоб людина змогла уникнути порушення свого поста продовжуючи приймання їжі вже після настання часу намазу.

## Мусаххараті
Мусаххараті (араб. مسحراتي, кириліз.: мусаххараті) — це особа, яка під час Рамадану публічно будить людей на сухур і молитву перед світанком. В англомовному світі його часто називають «барабанник Рамадану». Згідно з історичними джерелами, першим мусаххараті в ісламській історії був Білал ібн Рібах — він проходив вулицями та дорогами вночі, щоби будити людей.
Про свою професію один із мусаххараті в Дамаску розповів так: «Мій обов'язок під час священного місяця Рамадан — будити людей у старому місті Дамаска для молитви та приймання сухуру». А за словами мусаххараті з Триполі, кожен, хто виконує цю роль, має бути у гарній фізичній формі та здоров'ї, «оскільки щодня доводиться долати великі відстані пішки. Він також повинен мати гучний голос і сильні легені, а також вміти читати вірші. Мусаххараті повинен просити Бога протягом ночі, щоби розбудити сплячих».
Традиція існує в Єгипті, Сирії, Судані, Саудівській Аравії, Іраку, Йорданії, Індії, Пакистані, Бангладеші та Палестині. Проте з часом вона поступово зникає з кількох причин: мусульмани почали довше не спати; використовують сучасні технології, такі як будильники; міста стали більшими та гучнішими, що ускладнює почути голос мусаххараті. Однак у старій частині Даки в Бангладеші ще можна почути давню традицію співу касида під час сухуру.
В Індонезії для пробудження домогосподарств на сухур використовують кентонган — традиційний ударний інструмент. Схожий барабан використовують в Туреччині.